# 東川 (池田町)

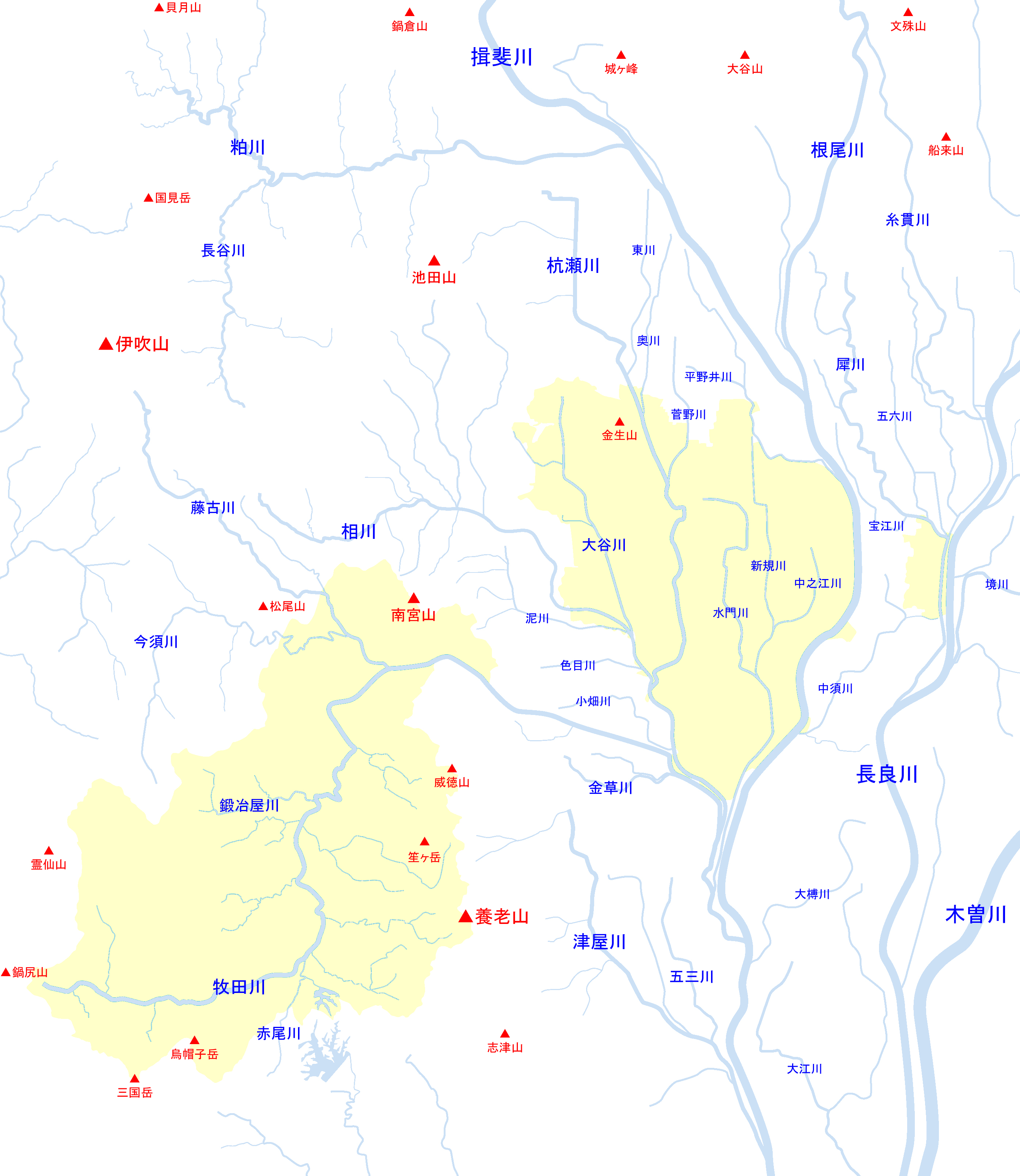
大垣市周辺河川の位置関係図

東川（ひがしがわ）は、木曽川水系の一級河川。岐阜県揖斐郡池田町を流れる。杭瀬川・牧田川・揖斐川を経て伊勢湾に至る木曽川の4次支川。

## 解説
東川（ひがしがわ）は、牧田川支流の杭瀬川に合流する一級河川である。
第二次世界大戦前はかなりきつい勾配があり、流れが急で、水量の多くなる梅雨から夏にかけて、子供が流されそうなところもあった。当時はハンノキが並んで生えていて、堤防らしいものはなかった。
昭和50年代頃までは川の生き物も多く生息していて、夏には子供たちが泳いで遊ぶことができた。
昭和の終わりごろは川も汚れて生き物が少なくなってきていた。
1988年春にカワニナを放流する活動を始めた。それがきっかけで東川ほたる祭りが始まった。
1992年5月25日、池田小学校の行事で冬季プールで育てた鯉を東川に放流している。
1999年には池田小学校と池田小附属幼稚園との交流、「幼小なかよし活動」でいかだを作って東川で遊べるほどきれいになった。

## 地理
池田町東部を北から南へ流れ、池田町立池田小学校の東側、岐阜県立池田高等学校の西側を流れている。

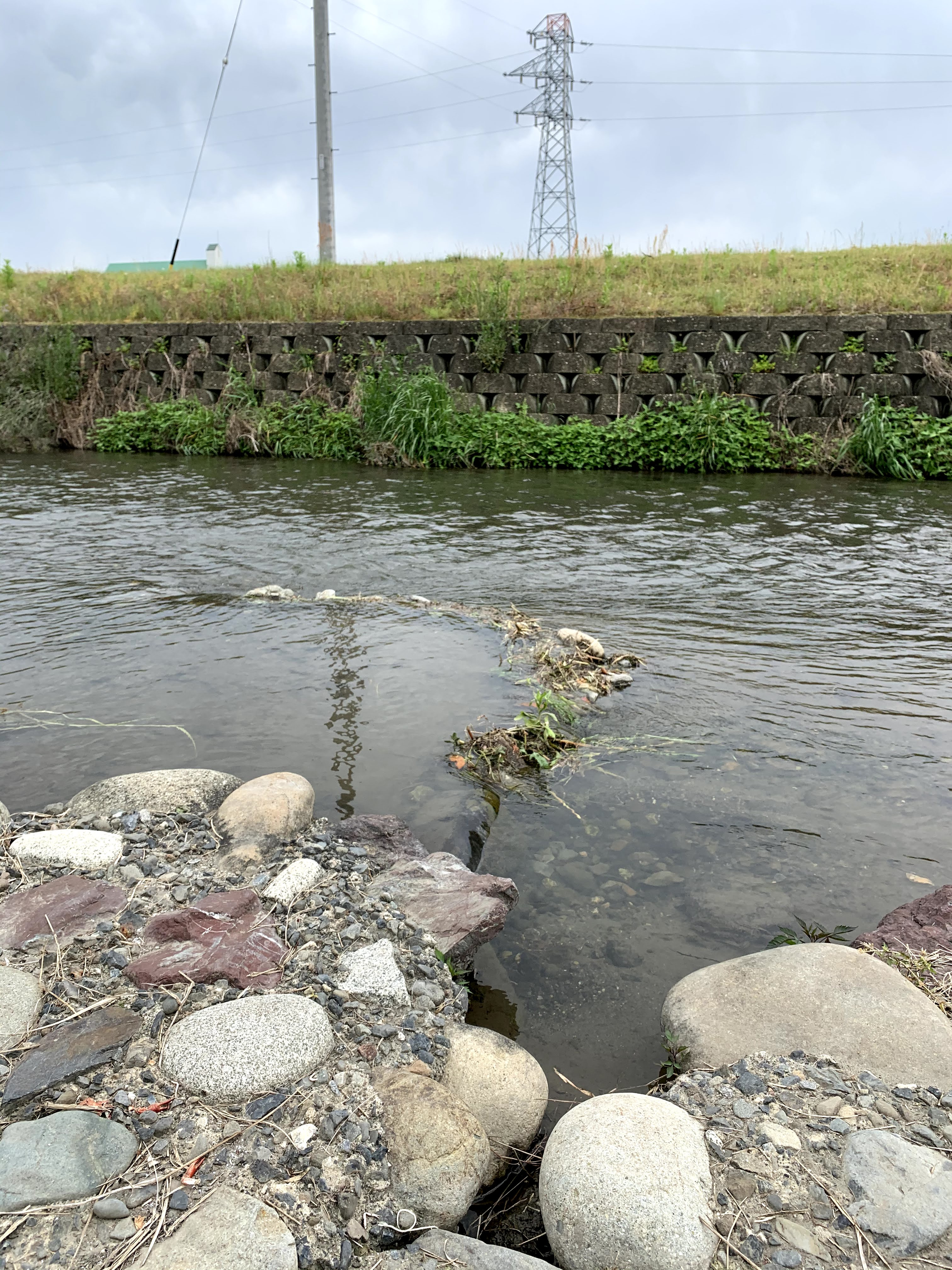
池田小学校付近の東川（2020年5月）
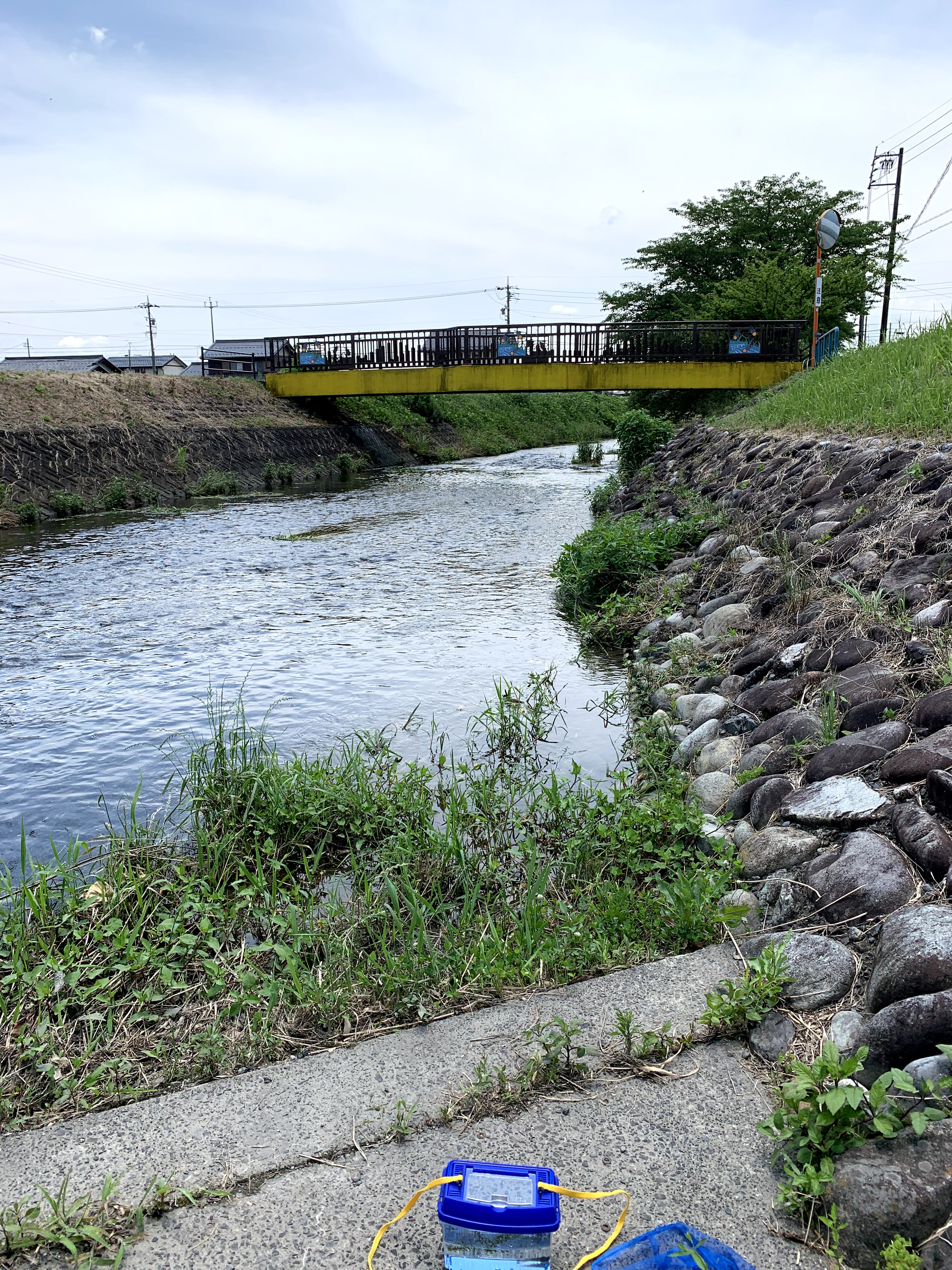
池田小学校付近の東川（2020年6月）
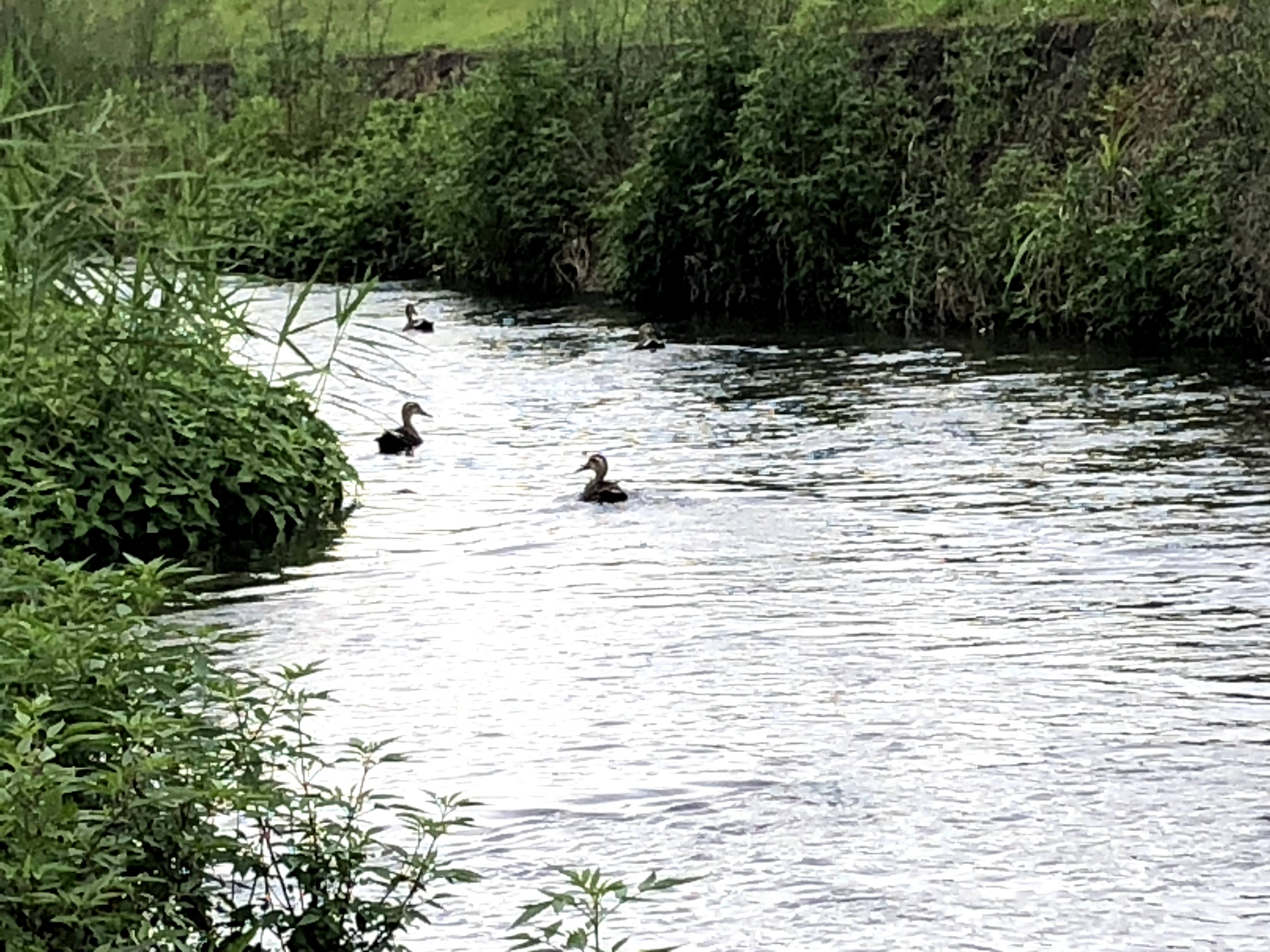
池田小学校付近の東川（2020年7月）